# Amphoe Kantharalak

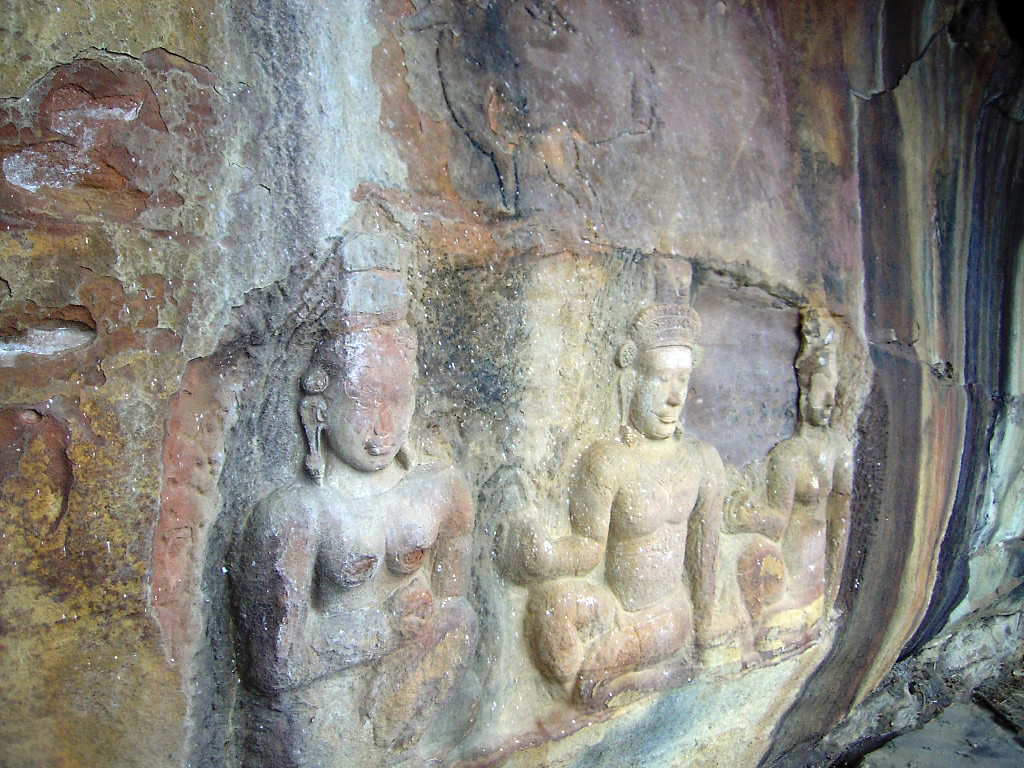
Reliefs am Felsvorsprung Pha Mo I Daeng, Tambon Sao Thong Chai

Amphoe Kantharalak (in Thai อำเภอ กันทรลักษ์) ist ein Landkreis (Amphoe – Verwaltungs-Distrikt) im Südosten der Provinz Si Sa Ket. Die Provinz Si Sa Ket liegt in der Nordostregion von Thailand, dem so genannten Isan. 

## Etymologie
Kanthara (กันทร) bedeutet „große Klippe“, „Höhle“ oder auch „Tal“, lak (ลักษ์) bedeutet „(glückverheißendes) Zeichen“.

## Geographie
Amphoe Kantharalak grenzt an die folgenden Distrikte (von Westen im Uhrzeigersinn): an die Amphoe Khun Han, Si Rattana und Benchalak in der Provinz Si Sa Ket, sowie an die Amphoe Thung Si Udom und Nam Khun der Provinz Ubon Ratchathani. Nach Süden liegen die Provinzen Preah Vihear und Oddar Meanchey von Kambodscha.
Das Hauptquartier des Nationalparks Khao Phra Wihan liegt in diesem Landkreis. Die Hauptattraktion des Parks – die Ruinen des Khmer-Tempels Prasat Preah Vihear – liegt allerdings laut Spruch des Internationalen Gerichtshofs auf der kambodschanischen Seite der Grenze.
Siehe Hauptartikel: Grenzkonflikt um Prasat Preah Vihear

## Geschichte
Der alte Name von Kantharalak war Mueang Uthumphon Phisai, welche Mueang Khukhan unterstellt war, da die zentrale Verwaltung in Ban Kan Tuat im Tambon Uthumphon Phisai lag. Das heutige Verwaltungsgebäude liegt im Tambon Nam Om.
Im Jahr 1939 wurde der Distrikt von Nam Om in Kantharalak umbenannt.

## Verwaltung

### Provinzverwaltung
Der Landkreis Kantharalak ist in 20 Tambon („Unterbezirke“ oder „Gemeinden“) eingeteilt, die sich weiter in 279 Muban („Dörfer“) unterteilen.
| Nr.  | Name           | Thai       | Muban | Einw.  |
| ---- | -------------- | ---------- | ----- | ------ |
| 01.  | Bueng Malu     | บึงมะลู      | 20    | 14.515 |
| 02.  | Kut Salao      | กุดเสลา     | 16    | 09.573 |
| 03.  | Mueang         | เมือง       | 10    | 06.643 |
| 05.  | Sang Mek       | สังเม็ก      | 20    | 13.247 |
| 06.  | Nam Om         | น้ำอ้อม      | 16    | 17.180 |
| 07.  | Lalai          | ละลาย      | 12    | 07.526 |
| 08.  | Rung           | รุง         | 10    | 07.706 |
| 09.  | Trakat         | ตระกาจ     | 12    | 07.771 |
| 011. | Chan Yai       | จานใหญ่     | 16    | 10.077 |
| 012. | Phu Ngoen      | ภูเงิน       | 19    | 12.150 |
| 013. | Cham           | ชำ         | 08    | 05.366 |
| 014. | Krachaeng      | กระแชง     | 20    | 16.762 |
| 015. | Non Samran     | โนนสำราญ   | 11    | 06.425 |
| 016. | Nong Ya Lat    | หนองหญ้าลาด | 17    | 15.836 |
| 019. | Sao Thong Chai | เสาธงชัย    | 13    | 09.844 |
| 020. | Khanun         | ขนุน        | 15    | 09.889 |
| 021. | Suan Kluai     | สวนกล้วย    | 12    | 07.309 |
| 023. | Wiang Nuea     | เวียงเหนือ   | 09    | 05.722 |
| 024. | Thung Yai      | ทุ่งใหญ่      | 17    | 11.748 |
| 025. | Phu Pha Mok    | ภูผาหมอก    | 06    | 04.680 |

### Lokalverwaltung
Es gibt eine Kommune mit „Stadt“-Status (Thesaban Mueang) im Landkreis:
- Kantharalak (Thai: เทศบาลเมืองกันทรลักษ์), bestehend aus Teilen der Tambon Nam Om und Nong Ya Lat.

Es gibt zwei Kommunen mit „Kleinstadt“-Status (Thesaban Tambon) im Landkreis:
- Nong Ya Lat (Thai: เทศบาลตำบลหนองหญ้าลาด), bestehend aus den übrigen Teilen des Tambon Nong Ya Lat.
- Suan Kluai (Thai: เทศบาลตำบลสวนกล้วย), bestehend aus dem gesamten Tambon Suan Kluai.

Außerdem gibt es 18 „Tambon-Verwaltungsorganisationen“ (องค์การบริหารส่วนตำบล – Tambon Administrative Organizations, TAO):
- Bueng Malu (Thai: องค์การบริหารส่วนตำบลบึงมะลู)
- Kut Salao (Thai: องค์การบริหารส่วนตำบลกุดเสลา)
- Mueang (Thai: องค์การบริหารส่วนตำบลเมือง)
- Sang Mek (Thai: องค์การบริหารส่วนตำบลสังเม็ก)
- Nam Om (Thai: องค์การบริหารส่วนตำบลน้ำอ้อม)
- Lalai (Thai: องค์การบริหารส่วนตำบลละลาย)
- Rung (Thai: องค์การบริหารส่วนตำบลรุง)
- Trakat (Thai: องค์การบริหารส่วนตำบลตระกาจ)
- Chan Yai (Thai: องค์การบริหารส่วนตำบลจานใหญ่)
- Phu Ngoen (Thai: องค์การบริหารส่วนตำบลภูเงิน)
- Cham (Thai: องค์การบริหารส่วนตำบลชำ)
- Krachaeng (Thai: องค์การบริหารส่วนตำบลกระแชง)
- Non Samran (Thai: องค์การบริหารส่วนตำบลโนนสำราญ)
- Sao Thong Chai (Thai: องค์การบริหารส่วนตำบลเสาธงชัย)
- Khanun (Thai: องค์การบริหารส่วนตำบลขนุน)
- Wiang Nuea (Thai: องค์การบริหารส่วนตำบลเวียงเหนือ)
- Thung Yai (Thai: องค์การบริหารส่วนตำบลทุ่งใหญ่)
- Phu Pha Mok (Thai: องค์การบริหารส่วนตำบลภูผาหมอก)